# UBE2V2
UBE2V2 (англ. Ubiquitin conjugating enzyme E2 V2) – білок, який кодується однойменним геном, розташованим у людей на короткому плечі 8-ї хромосоми. Довжина поліпептидного ланцюга білка становить 145 амінокислот, а молекулярна маса — 16 363.
| 10         |  | 20         |  | 30         |  | 40         |  | 50         |
| ---------- |  | ---------- |  | ---------- |  | ---------- |  | ---------- |
| MAVSTGVKVP |  | RNFRLLEELE |  | EGQKGVGDGT |  | VSWGLEDDED |  | MTLTRWTGMI |
| IGPPRTNYEN |  | RIYSLKVECG |  | PKYPEAPPSV |  | RFVTKINMNG |  | INNSSGMVDA |
| RSIPVLAKWQ |  | NSYSIKVVLQ |  | ELRRLMMSKE |  | NMKLPQPPEG |  | QTYNN      |

A: Аланін

C: Цистеїн

D: Аспарагінова кислота

E: Глутамінова кислота

F: Фенілаланін

G: Гліцин

I: Ізолейцин

K: Лізин

L: Лейцин

M: Метіонін

N: Аспарагін

P: Пролін

Q: Глутамін

R: Аргінін

S: Серин

T: Треонін

V: Валін

W: Триптофан

Задіяний у таких біологічних процесах, як убіквітинування білків, ацетилювання. 